# Liste der Bodendenkmäler in Gotteszell
Auf dieser Seite sind die Bodendenkmäler in der niederbayerischen Gemeinde Gotteszell zusammengestellt. Diese Tabelle ist eine Teilliste der Liste der Bodendenkmäler in Bayern. Grundlage ist die Bayerische Denkmalliste, die auf Basis des Bayerischen Denkmalschutzgesetzes vom 1. Oktober 1973 erstmals erstellt wurde und seither durch das Bayerische Landesamt für Denkmalpflege geführt wird. Die folgenden Angaben ersetzen nicht die rechtsverbindliche Auskunft der Denkmalschutzbehörde.

## Bodendenkmäler in Gotteszell
| Lage                       | Objekt | Akten-Nr.     | Bild           |
| -------------------------- | --- | ------------- | -------------- |
| (Standort)                 | Frühneuzeitliche Wüstung Hochweid. | D-2-7043-0068 |                |
| (Standort)                 | Frühneuzeitliche Wüstung Rossweid. | D-2-7043-0069 |                |
| (Standort)                 | Frühneuzeitliche Hofwüstung im Bereich des Weilers Spirkhof. | D-2-7043-0074 |                |
| (Standort)                 | Mittelalterlich-frühneuzeitliche Wüstung Vogelsang. | D-2-7043-0076 |                |
| Am Kirchplatz 1 (Standort) | Untertägige Befunde des Mittelalters und der frühen Neuzeit im Bereich der katholischen Pfarrkirche St. Anna mit zugehörigem Friedhof, des abgegangenen sogenannten Anna-Münsters sowie des ehemaligen Zisterzienserklosters mit zugehörigen Wirtschaftsgebäuden in Gotteszell, darunter die Spuren von Vorgängerbauten bzw. älteren Bauphasen. | D-2-7043-0080 | weitere Bilder |